# Имянликулевский сельсовет
Имянликулевский сельсовет — муниципальное образование в Чекмагушевском районе Башкортостана.
Согласно «Закону о границах, статусе и административных центрах муниципальных образований в Республике Башкортостан» имеет статус сельского поселения.

## Состав
с. Имянликулево,
с. Верхний Аташ,
д. Земеево.
На территории сельсовета существовал Посёлок Имянликульской МТС.

## Население
| 2002  | 2009  | 2010  | 2012  | 2013  | 2014  | 2015  |
| ----- | ----- | ----- | ----- | ----- | ----- | ----- |
| 1580  | ↗1591 | ↘1365 | ↘1331 | ↘1283 | ↘1241 | ↘1217 |
| 2016  | 2017  | 2018  |       |       |       |       |
| ↘1188 | ↘1172 | ↘1143 |       |       |       |       |